# Derrick Rossi
Derrick J. Rossi (Toronto, 5 de febrero de 1966), es un biólogo de células madre y empresario canadiense. Es conocido por haber fundado la empresa de biotecnología Moderna. En la actualidad, 2021, es director general de Convelo Therapeutics.

## Biografía
Rossi nació en Toronto siendo el menor de los cinco hijos de una familia de inmigrantes malteses. Su padre, Fred, trabajó en talleres de carrocería durante 50 años y su madre, Agnes, era copropietaria de una panadería maltesa. Rossi estudió en el instituto Dr. Norman Bethune de Scarborough, donde descubrió pronto su pasión por la biología molecular. Después hizo su licenciatura y máster en Genética Molecular en la Universidad de Toronto. Obtuvo su doctorado en la Universidad de Helsinki en 2003 y ocupó un puesto de posdoctorado de 2003 a 2007 en la Universidad de Stanford en el laboratorio de Irving Weissman.
Rossi fue nombrado profesor asociado del Departamento de Células Madre y Biología Regenerativa de la Escuela de Medicina Harvard y de la Universidad de Harvard. Al mismo tiempo, fue miembro principal del profesorado del Instituto de Células Madre de Harvard e investigador del Instituto de Enfermedades Inmunes (IDI), así como del Programa de Medicina Celular y Molecular del Hospital Infantil de Boston.
En 2010, Rossi fundó la empresa de biotecnología Moderna para explotar su descubrimiento sobre la capacidad de transformar y reprogramar células madre pluripotentes, junto con Kenneth R. Chien y Robert Langer. La revista Time citó este descubrimiento como uno de los diez principales avances médicos del año.  También fue una de las "People Who Mattered" de Time en 2010. Se le citó porque el descubrimiento «implicaba la invención de un método más seguro para crear células madre pluripotentes ... un nuevo método [que] podría ayudar a trasladar los tratamientos basados en células madre para enfermedades como la diabetes y el Parkinson más rápidamente del laboratorio a la práctica clínica» Al año siguiente, Rossi fue seleccionado de nuevo por Time como una de las 100 personas más influyentes en 2011.
En 2013 Rossi, Chien y su equipo informaron de que «[habían sido] capaces de mejorar la función cardíaca en ratones y mejorar su supervivencia a largo plazo con una 'reorientación de su diferenciación [de células madre] hacia tipos de células cardiovasculares'» en un paso significativo hacia la terapéutica regenerativa para Moderna. Ese mismo año y sobre la base del mismo trabajo, Moderna logró asociarse con AstraZeneca a cambio de 240 millones de dólares «en efectivo por adelantado plus much more in potential milestone payments», y luego recibió de otros inversores 110 millones de dólares.
En 2014 Rossi se retiró de sus funciones en el consejo de administración y como asesor científico en Moderna y al año siguiente cofundó Intellia Therapeutics, que utiliza la edición genética CRISPR para desarrollar nuevos fármacos para el tratamiento de enfermedades genéticas. En 2016, Rossi cofundó Magenta Therapeutics, centrada en el trasplante de células madre hematopoyéticas para restablecer el sistema inmunitario del paciente en caso de enfermedades autoinmunes, cánceres hematológicos y enfermedades genéticas. Rossi participó también en la fundación de Stelexis Therapeutics, que desarrolla nuevos medicamentos para el tratamiento de las células madre cancerosas.
En 2018, Rossi se retiró de todos sus cargos en Harvard para centrarse en sus actividades como empresario. En la actualidad (2021) es miembro de la junta directiva de la  New York Stem Cell Foundation y director general de Convelo Therapeutics.

## Contribuciones científicas
Rossi desarrolla y promueve nuevas terapias con métodos biotecnológicos, contribuyendo así a nuevos enfoques en la medicina regenerativa. Su investigación se centró en diferentes aspectos de la biología de las células madre. Para evitar problemas éticos relacionados con el uso y la explotación de las células madre humanas, Rossi se basó en los resultados de Katalin Karikó y Drew Weissman sobre el ARN mensajero. Consiguió encontrar inversores para sus planes de trasladar estos descubrimientos a nuevos medicamentos y vacunas fundando Moderna.
Rossi escribió sobre su ARNm sintético modificado: «como nuestra tecnología está basada en el ARN, elimina por completo el riesgo de integración genómica y de mutagénesis por inserción inherente a todas las metodologías basadas en el ADN». El resumen de este artículo, que le valió el reconocimiento de Time, dice en parte:

Aquí describimos una estrategia sencilla y no integradora para reprogramar el destino de las células, basada en la administración de ARNm sintético modificado para superar las respuestas antivirales innatas (en embriones murinos y epidermis humana y en fibroblastos de pulmón fetal derivados de células madre embrionarias (ESCs) humanas dH1f y MRC-5, fibroblastos de piel fetal humana Detroit 551, fibroblastos de prepucio neonatal BJ y células similares a los fibroblastos cultivadas a partir de una biopsia de piel primaria tomada de un paciente adulto con fibrosis quística). Demostramos que este enfoque puede reprogramar múltiples tipos de células humanas a la pluripotencia con eficiencias que superan ampliamente los protocolos establecidos (para objetivos de miocitos neuronales o cardiomiocitos). Además, demostramos que la misma tecnología puede utilizarse para dirigir de forma eficiente la diferenciación de las células madre pluripotentes inducidas por ARN (RiPSCs) en células miogénicas diferenciadas en fase terminal. Esta tecnología representa una estrategia segura y eficiente para la reprogramación de células somáticas y la dirección del destino celular que tiene una amplia aplicabilidad para la investigación básica, el modelado de enfermedades y la medicina regenerativa»

En su artículo de 2010, Rossi describió su preferencia por «complejizar el ARN con un vehículo catiónico para facilitar la captación por endocitosis» en lugar de la electroporación porque «esto permitiría la transfección repetida para mantener la expresión de la proteína ectópica durante los días o semanas necesarios para la reprogramación celular». Rossi y su equipo trataron el ARN sintetizado con una fosfatasa para superar la vía de resistencia al interferón, y sustituyeron la "5-metilcitidina (5mC) por la citidina y la pseudouridina por uridina. El equipo dio con un «tratamiento de ribonucleótidos modificados y fosfatasas» (en adelante, 'mod-ARN') y enmascaró el mod-ARN superando la barrera del interferón mediante el uso de la proteína B18R del vaccinia virus, que sirvió de inhibidor, pero aun así la cinética dictó un régimen de tratamiento de transfección diario. Se utilizó ácido valproico, un inhibidor de la histona desacetilasa, porque se había informado de que aumentaba la eficacia de la reprogramación.

## Reconocimientos y premios
En 2021 ganó el Premio Princesa de Asturias de Investigación Científica y Técnica, junto con Katalin Karikó, Drew Weissman, Philip Felgner, Uğur Şahin, Özlem Türeci y Sarah Gilbert por su contribución científica encaminada a enfrentar la pandemia de COVID-19 y que «de forma independiente, han contribuido al desarrollo de alguna de las vacunas aprobadas hasta la fecha, todas ellas basadas en diferentes estrategias, que tienen la proteína S como blanco común».